# FK Slovan Duslo Šaľa
Futbalový klub Slovan Duslo Šaľa w skrócie FK Slovan Duslo Šaľa – słowacki klub piłkarski grający w trzeciej lidze słowackiej, mający siedzibę w mieście Šaľa.

## Historia
Klub został założony w 1921 roku. Za czasów istnienia Czechosłowacji największym sukcesem klubu był awans do drugiej ligi czechosłowackiej. Grał w niej od 1988 do 1993 roku. Z kolei po rozpadzie Czechosłowacji klub rozpoczął grę od drugiej ligi. W sezonie 1994/1995 spadł z niej. Grał w niej również w latach 1997–2000, 2003–2011 i 2012–2016.

## Historyczne nazwy
- 1921 – Šaľská RTJ (Šaľská robotnícka telovýchovná jednota)
- 1921 – Šaliansky ŠK (Šaliansky športový klub)
- 1926 – Vágsellyei SC (Vágsellyei Sport Club)
- 1945 – ŠK Šaľa (Športový klub Šaľa)
- 195? – ČH Šaľa (Červená hviezda Šaľa)
- 1967 – TJ Duslo Šaľa (Telovýchovná jednota Duslo Šaľa)
- 1971 – TJ Slovan Duslo Šaľa (Telovýchovná jednota Slovan Duslo Šaľa)
- 1992 – FK Slovan Duslo Šaľa (Futbalový klub Slovan Duslo Šaľa)

## Stadion
Domowe mecze klub rozgrywa na stadionie o nazwie Futbalový štadión Šaľa, położonym w mieście Šaľa. Stadion może pomieścić 8000 widzów.